# Kleine Merwedesluis Gorinchem

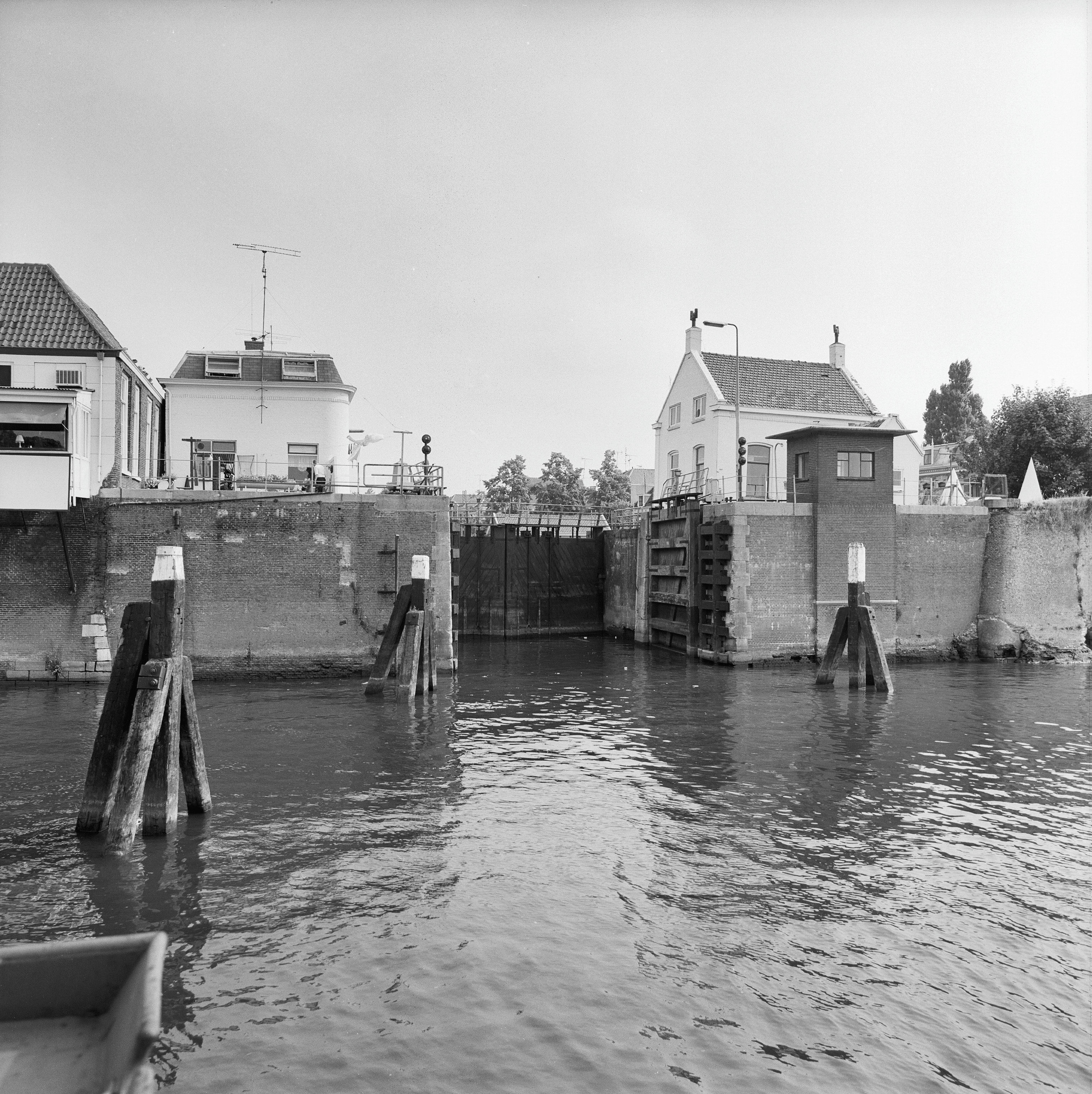
Buitenkant

De Kleine Merwedesluis was een schutsluis tussen de Lingehaven van Gorinchem en de Merwede, in de Nederlandse provincie Zuid-Holland. De sluis is vervangen door de Lingesluis op dezelfde plaats. De bijbehorende voormalige brugwachterswoning werd gebouwd in 1910 naar een neorenaissance-ontwerp van A.A.H.W. König. De woning bevat een gevelsteen uit 1640. De sluis werd ook wel Oude Merwedesluis genoemd, dit ter onderscheiding van de veel later gebouwde Grote Merwedesluis tussen het Merwedekanaal en de Merwede die ook wel als Nieuwe Merwedesluis bekendstaat .

## Geschiedenis
De Linge stond in open verbinding via de Lingehaven, dwars door de stad. De Lingehaven is ontstaan door bebouwing van de oevers van de Linge, daar waar die uitmondde in de Merwede. Van oudsher was het een doorgaande scheepvaartroute en sinds de middeleeuwen een laad- en losplaats voor de stad. Naar aanleiding van overlast door een grote waterafvoer van de Linge werd in 1793 aan de noordkant van de Lingehaven de oude Korenbrug vervangen door een stenen brug met vijf afsluitbare openingen. In de middelste opening werd een schutsluis opgenomen, de Korenbrugsluis. Deze werd in 1809 omgebouwd tot keersluis.
Op 10 april 1824 werd een verbouwing van het Korensluiscomplex aanbesteed en werd de sluis omgebouwd naar een waaiersluis, een sluis met waaierdeuren. Ter bescherming van de stad tegen hoge waterstanden op de Merwede moest nog een tweede keersluis worden gebouwd. Op 4 december 1824 werd het werk aan deze sluis in de mond van de Lingehaven aanbesteed. De gehele haven, van de sluis in de mond van de haven tot de waaiersluis bij de Korenbrug vormde na oplevering één grote schutkolk, in open verbinding met de Kalkhaven en de Kleine Haven. De sluis werd in september 1825 geopend. De aanleg had tot gevolg dat de sluis en de Lingehaven in rijksbeheer kwam.
Door de lengte van de kolk en de open verbinding met de andere havens, kwam er bij het schutten veel water op de Linge en duurde het schutten lang. De oplossing werd gevonden door het dempen van de Kalkhaven en de aanleg van de Derde Waterkering in 1872-1873. In feite een stel extra binnendeuren. Daarmee kon de lengte van de sluiskolk tot 66 meter worden teruggebracht. Op de dam van de Derde Waterkering staat het voormalig kantoor van Rijkswaterstaat in vakwerkstijl uit circa 1910.
De functie voor de doorgaande scheepvaart verviel door de aanleg van het Merwedekanaal tussen 1885 en 1893. Alleen schepen die Gorcum als thuishaven hadden gebruikten de Lingehaven nog: stoombootdiensten en sleepdiensten op de Waal en de Merwede. Het Lingewater werd al via het Kanaal van Steenenhoek afgevoerd, dat rond 1818-1819 werd gegraven.
In 1982 heeft het Hoogheemraadschap Groot Alblasserwaard de mening uitgesproken dat de situatie ter plaatse van de Oude Merwedesluis er één was van dreigend gevaar welke toepassing van artikel 33 van de waterstaatswet rechtvaardigde. Ten einde risico's ter plaatse van de hoofdwaterkering voor het naderend stormseizoen tot het minimum te beperken werd een aantal voorlopige maatregelen genomen. Het hoogheemraadschap handhaafde echter zijn standpunt, dat dreigend gevaar ter plaatse de aanleg van een dam in 1983 vereiste. Het was duidelijk dat er iets moest gebeuren.

## Behoud

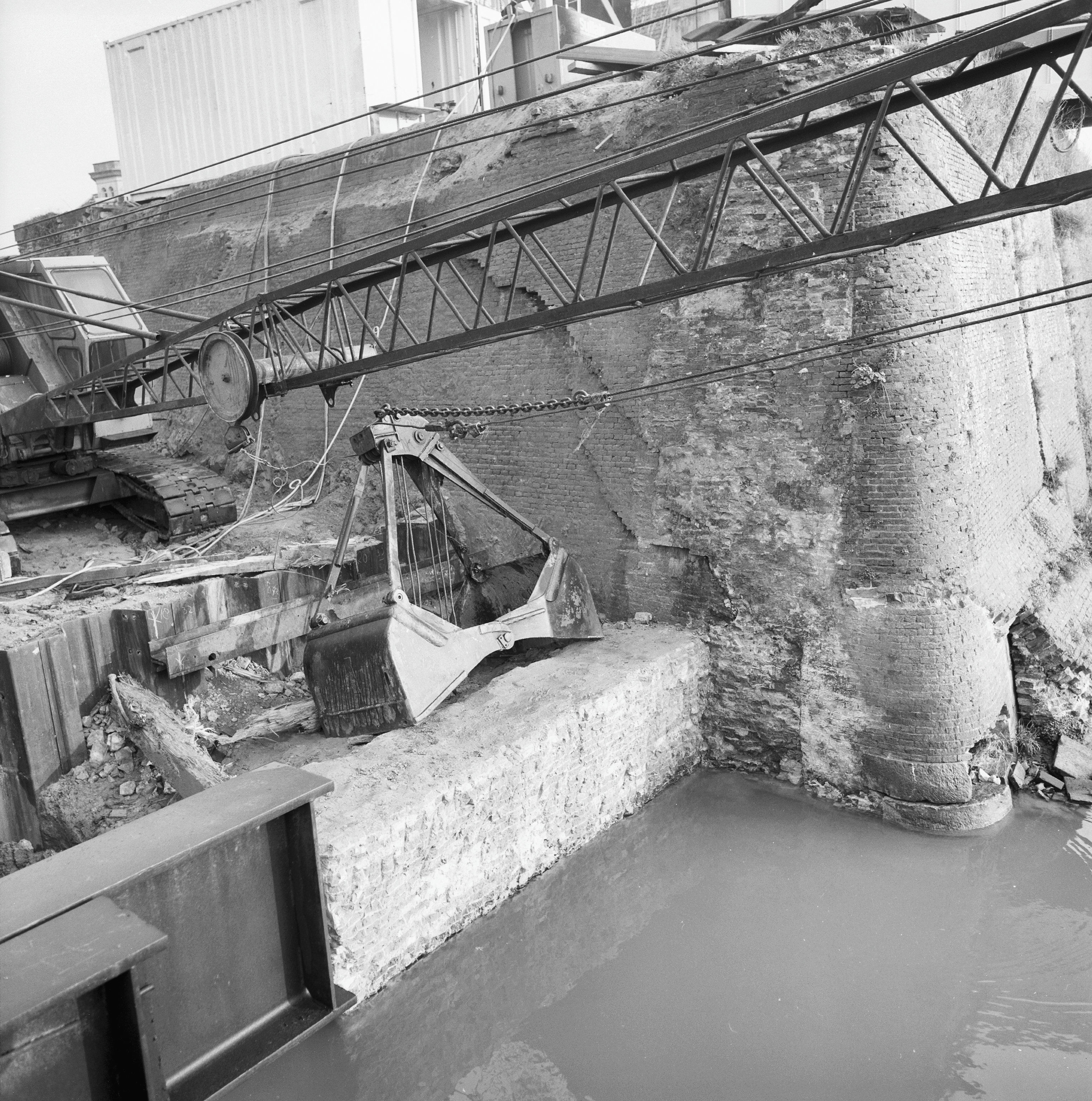
Restauratie buitendrempel

Vanaf 1950 kwam de haven ter discussie te staan vanwege de hoge ouderdom van de kunstwerken en de kosten van het onderhoud. Er werden door Rijkswaterstaat plannen ontwikkeld om de haven af te sluiten of te dempen. In de vroege jaren 60 was de gemeenteraad al op voorhand akkoord gegaan met de sluiting van de haven. Er zou in plaats daarvan een parkeerplaats worden aangelegd. Later verhinderde een uitspraak van de gemeenteraad dit voornemen.
Zodra bekend werd dat de oude sluis van de Lingehaven wegens de slechte staat zou worden afgesloten werd door de gemeente actie ondernomen. Er was bij de gemeente genoeg besef dat sluiting van de haven desastreus voor de leefbaarheid van de stad zou zijn. Het havencomplex moest voor het nageslacht bewaard blijven. In 1981 is de Lingehaven op de lijst van beschermde monumenten geplaatst, waarvoor in 1966 al de basis werd gelegd. Toenmalige burgemeester Vleggeert forceerde een opening. Gebruik makend van zijn politieke connecties kreeg hij in een rechtstreeks contact met de minister de toezegging dat Rijkwaterstaat nog eens naar de zaak zou kijken. Onder voorzitterschap van de hoofdingenieur-directeur van Rijkswaterstaat werd een werkgroep met vertegenwoordigers van de diverse instanties gevormd. Al snel bleek daarbij dat het open houden van de haven voor de beroepsvaart (met beweegbare bruggen, personeel etc.) een onhaalbare zaak was. Het alternatief zou zijn een kleinere sluis met een recreatieve functie voor de haven.  Uiteindelijk kwam een akkoord tot stand waarbij Rijkswaterstaat de kosten (17 miljoen gulden) van de nieuwe sluis geheel voor zijn rekening nam.
Uiteindelijk werd begin 1983 besloten dat de haven en sluis hun functie zouden behouden, maar dan uitsluitend voor de recreatievaart. In bijna vier jaar tijd werd een kostbare en ingrijpende restauratie uitgevoerd. De Oude Merwedesluis werd vervangen door een moderne, maar smallere schutsluis. De sluis werd woensdag 18 mei 1988 officieel geopend door prinses Margriet en symboliseerde de ingebruikneming van de passantenhaven Lingehaven. Van het werk aan de Lingehaven en de sluis was een zodanige olievlekwerking uitgegaan, dat er ook op andere punten in de stad druk gerestaureerd is.
De Lingesluis en de bijbehorende werken zijn in 1988 door het Rijk weer overgedragen aan de gemeente Gorinchem, die als nieuwe eigenaar verantwoordelijk is voor het beheer en het onderhoud. Bij de renovatie en restauratie van de Lingehaven zijn zes ministeries betrokken geweest. Ook de provincie Zuid-Holland en het recreatieschap Lingegebied hebben bijgedragen.

## Nautisch
De Kleine Merwedesluis of Oude Sluis was een schutsluis met puntdeuren tussen de Boven-Merwede bij kilometerraai 954,6 en de Lingehaven. Schutlengte 64 m, wijdte 10 m, de minste diepte van de buitendrempel was NAP −2,76, die van de binnendrempel KP −3,30 m.
De nieuwe Lingesluis op die plaats is een schutsluis met enkelvoudige sluisdeuren. CEMT-klasse 0. De schutkolklengte is 32,00 m en de wijdte is 4,50 m. De minste drempeldiepte is aan beide zijden NAP −1,70 m of KP −2,50 m.

## Foto's

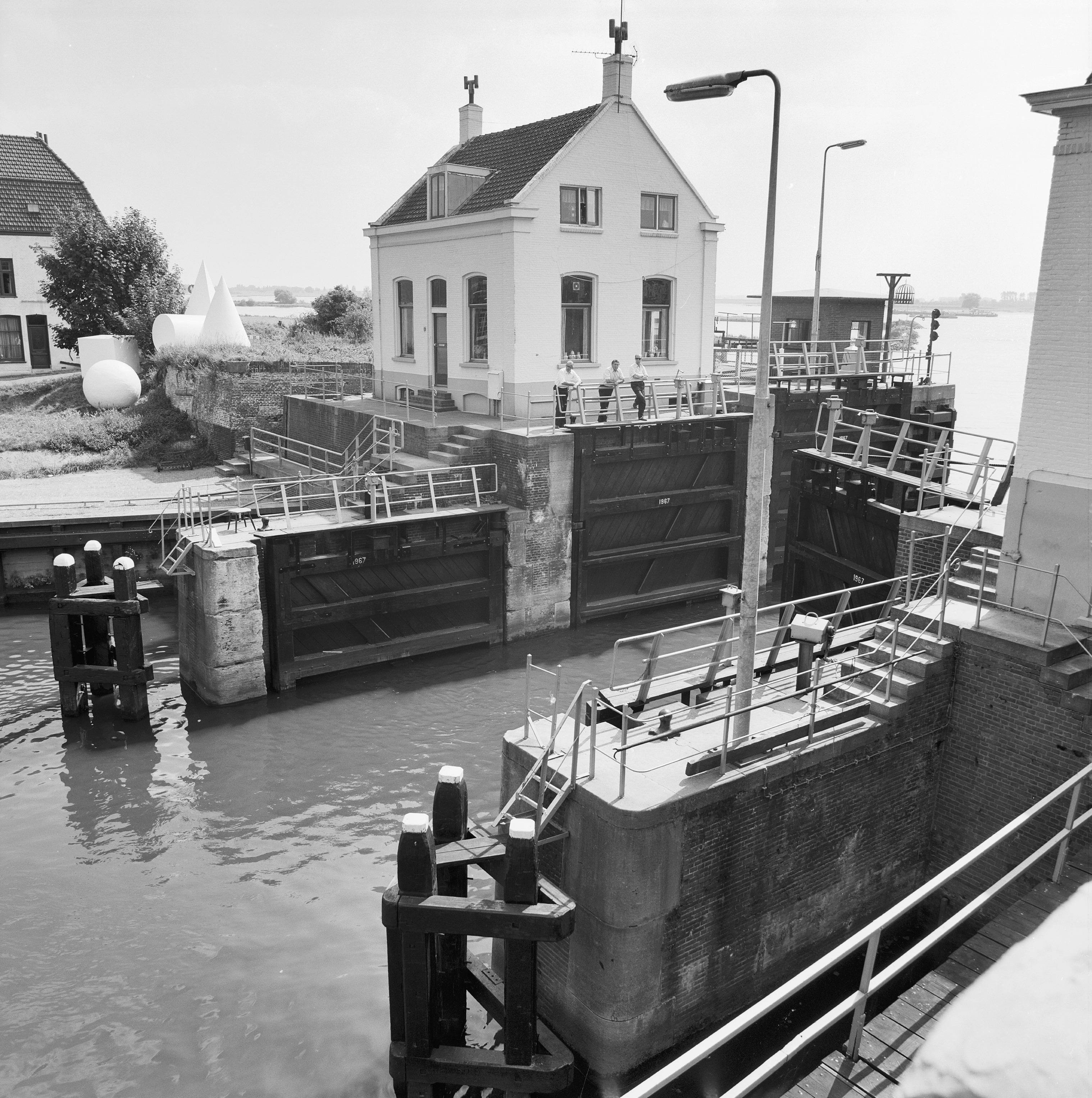
Buitendeuren
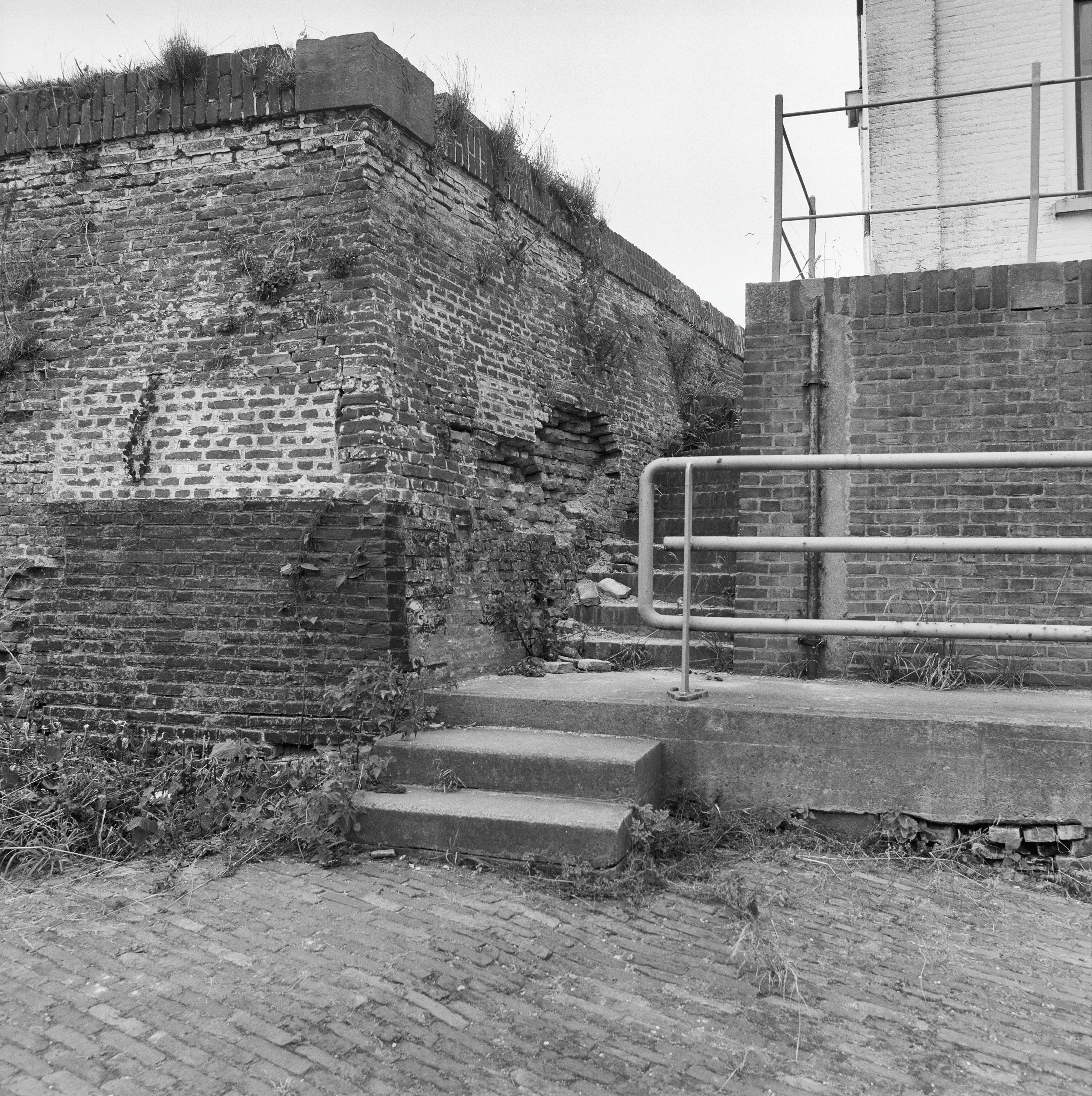
Gedeelte van de muur, restauratie is wel nodig
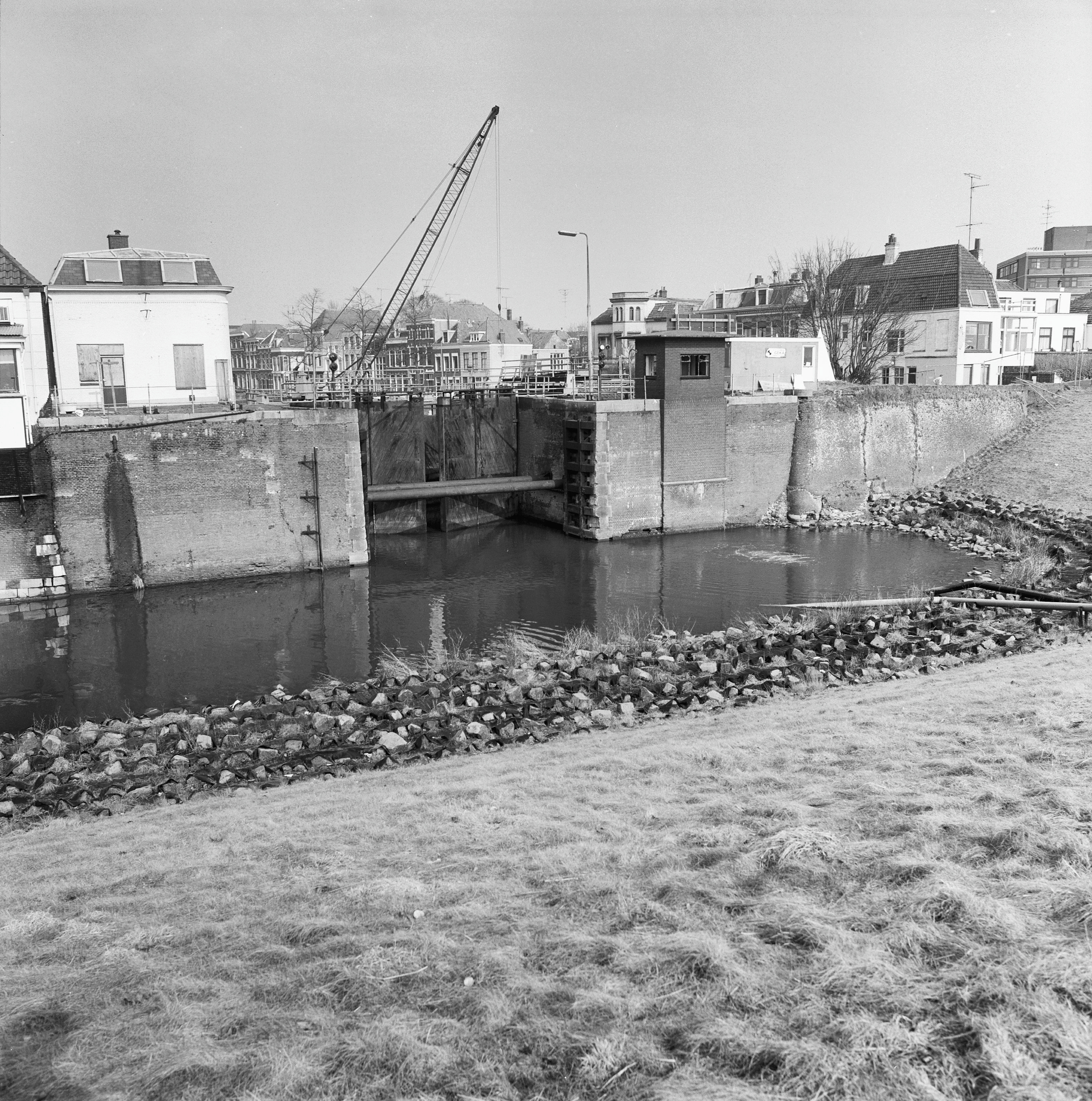
De sluis is afgedamd om te kunnen werken
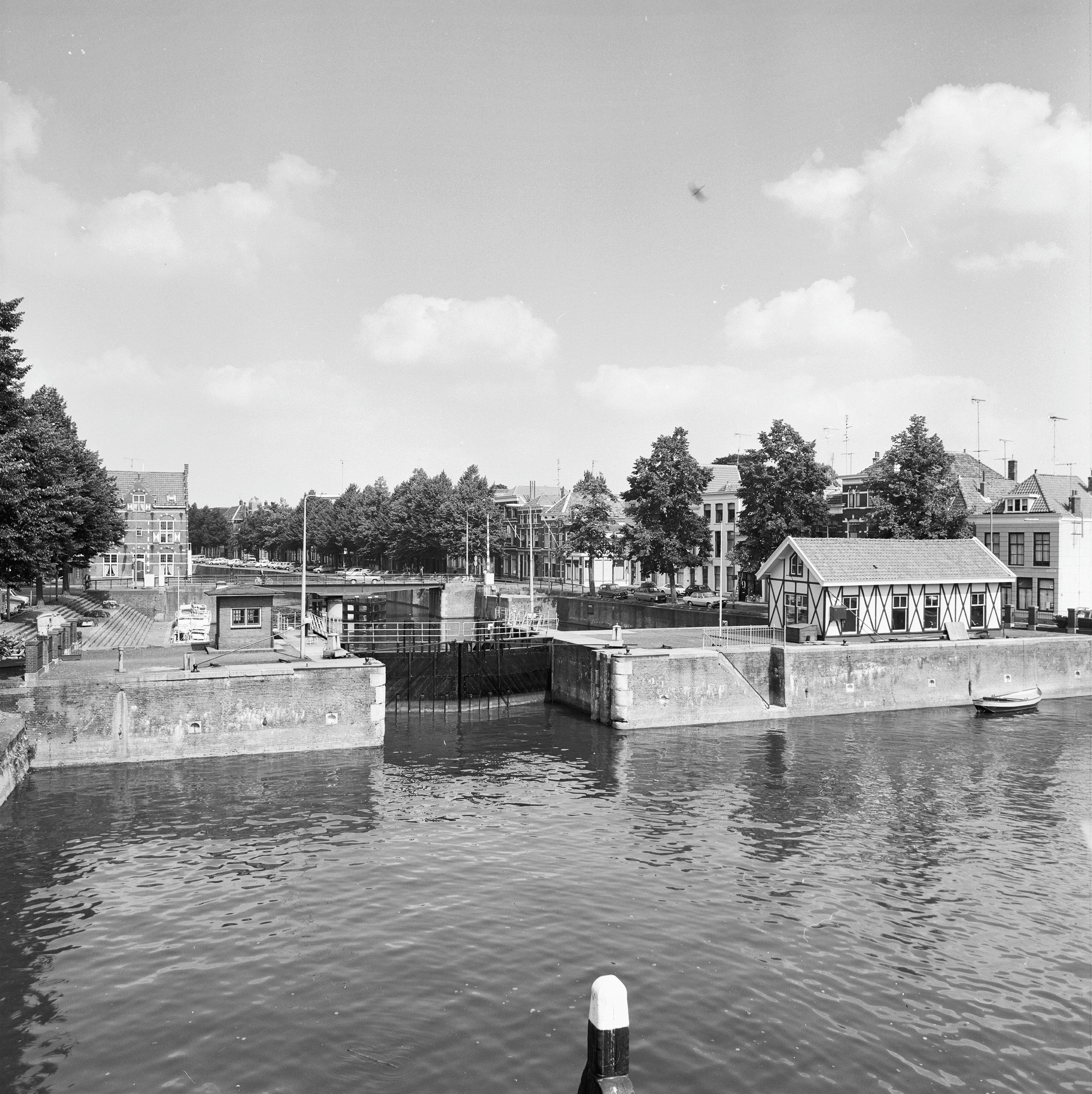
Derde waterkering
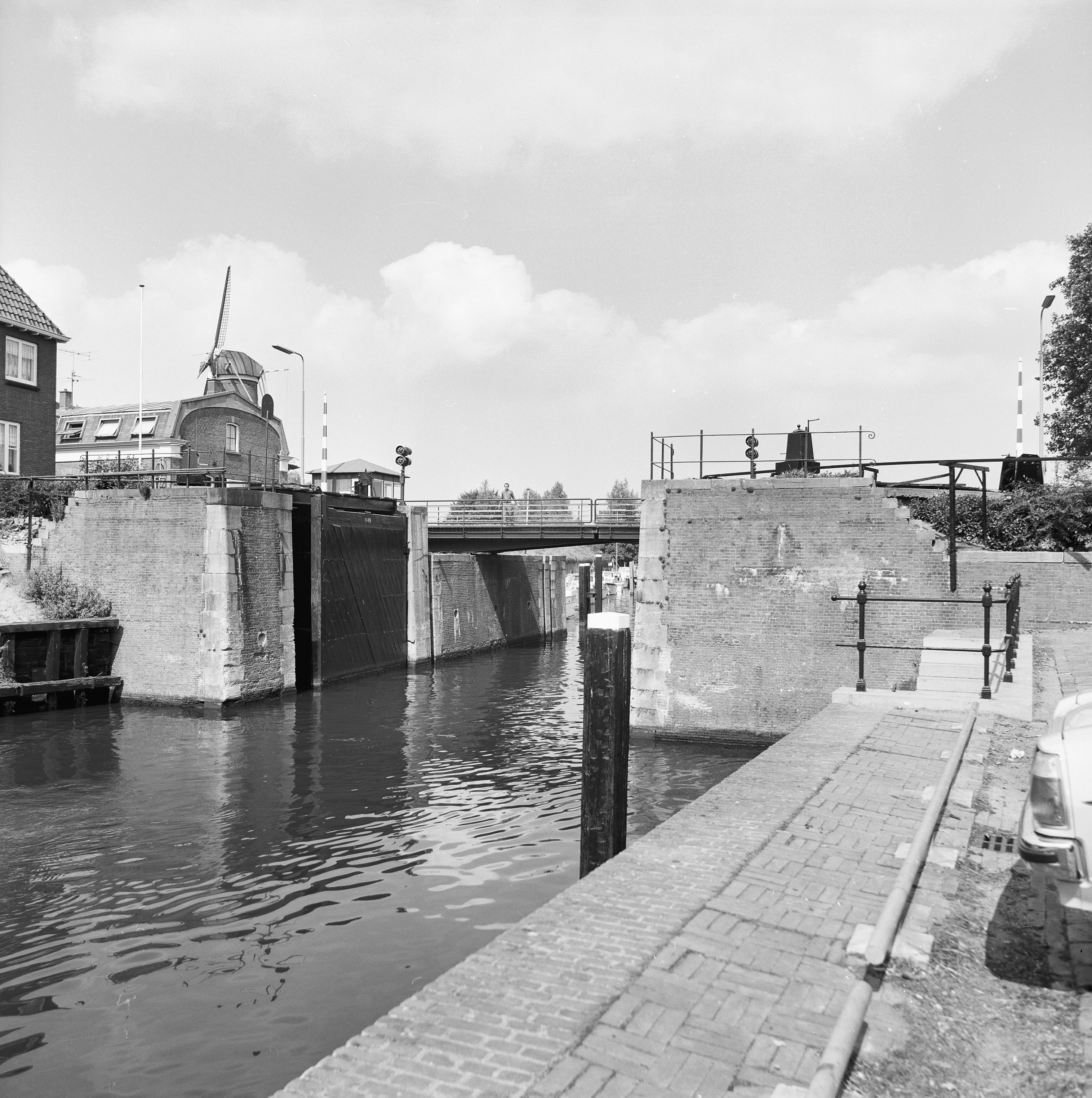
De Korenbrugsluis, vóór 1873 de binnendeuren van de Oude Merwedesluis
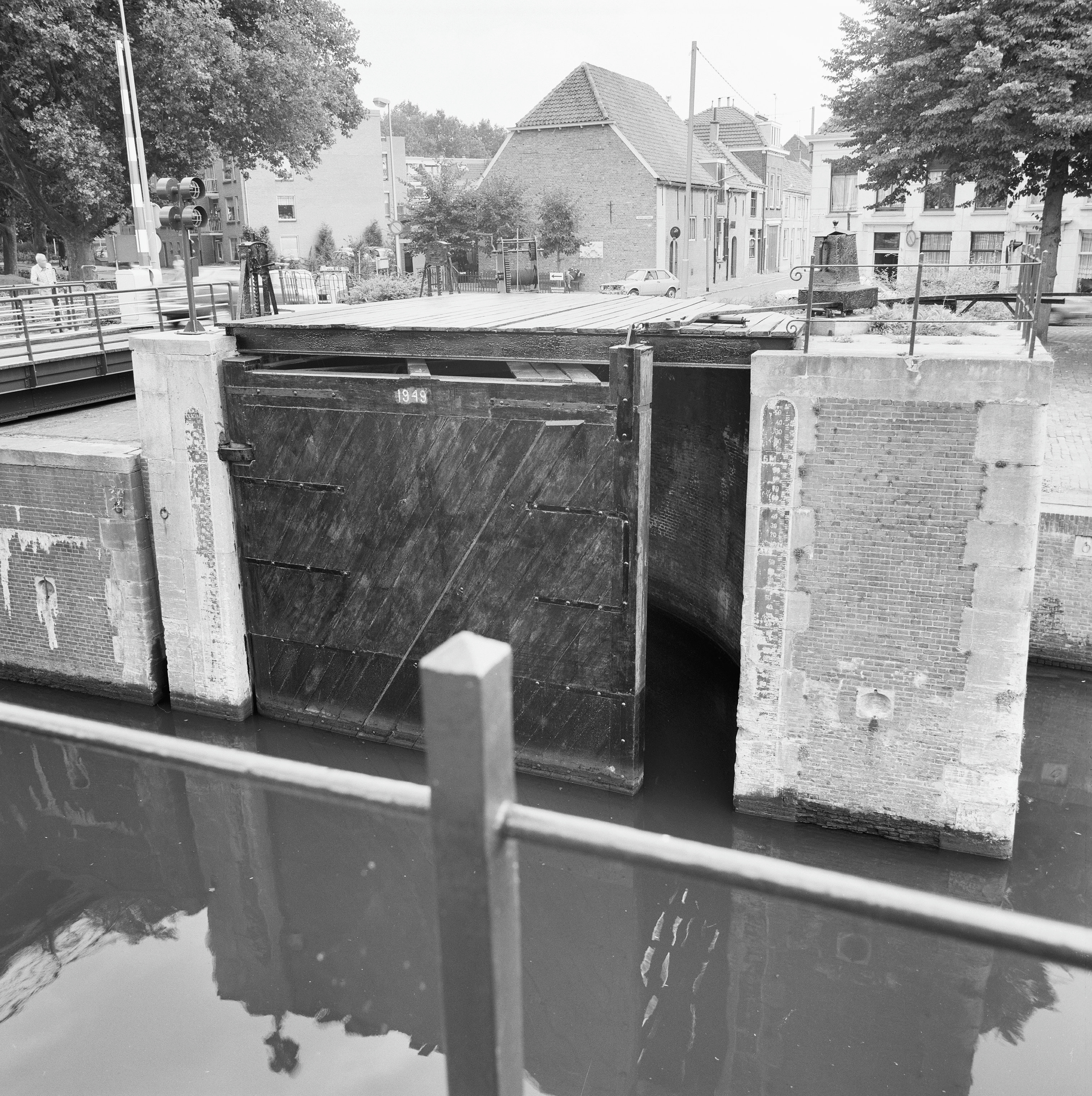
Een waaierdeur van de Korenbrugsluis